# Pallacanestro Treviso 1981-1982
Roster Benetton Pallacanestro Treviso 1981-82
| Num. | Naz.                   | Nome                |
| ---- | ---------------------- | ------------------- |
| 4    | Italia (bandiera)      | Paolo Pressacco     |
| 6    | Italia (bandiera)      | Giovanni Pistolatto |
| 7    | Italia (bandiera)      | Aldo Ermano         |
| 9    | Italia (bandiera)      | Paolo Vazzoler      |
| 10   | Stati Uniti (bandiera) | Larry Boston        |
| 11   | Italia (bandiera)      | Alberto Marietta    |
| 12   | Italia (bandiera)      | Ezio Riva           |
| 14   | Italia (bandiera)      | Adriano Zin         |
| 18   | Italia (bandiera)      | Davide Croce        |
| 20   | Stati Uniti (bandiera) | Glenn Mosley        |